# ¡No hija, no!
¡No hija, no! es una película española de comedia estrenada en 1987, escrita y dirigida por Mariano Ozores y protagonizada en el papel principal por su hermano Antonio Ozores.
El título de la película hace referencia a la famosa muletilla de las intervenciones de Antonio Ozores en la subasta del concurso Un, dos, tres... responda otra vez.

## Sinopsis
La película trata la sobre los avatares de Alejandro Costa, el candidato de un partido conservador a la alcaldía de Madrid. En la noche previa a las elecciones se produce un malentendido con una casa que presta servicios de masajes a domicilio, lo que provoca que deba deshacerse del cadáver de una bella masajista.

## Reparto
| Pista            | Título                      |
| ---------------- | --------------------------- |
| Antonio Ozores   | Alejandro Costa             |
| Ricardo Merino   | Julio Parrilla              |
| Emma Ozores      | Ladrona                     |
| Florinda Chico   | Roberta Lamas               |
| Gracita Morales  | Piluca Añeta                |
| Emilio Laguna    | Mario Aldabes               |
| Silvia Leblanc   | Patricia                    |
| Juanito Navarro  | Narciso "Manos de seda"     |
| Trini Alonso     | Suegra                      |
| Licia Calderón   | Berta                       |
| Prado Rivera     | Milagros                    |
| Ramón Lillo      | Jefe de la escolta policial |
| Julio Corrochano |                             |
| Antonio Manso    |                             |
| Clarisa Prinz    |                             |
| Analía Ivars     | Prostituta                  |
| Beatriz Morata   |                             |
| Matilde Sola     |                             |
| Carmen Grey      | Flora                       |
| Chris Huerta     | Curro                       |